# NGC 7454
NGC 7454 (другие обозначения — PGC 70264, UGC 12305, MCG 3-58-20, ZWG 453.45) — эллиптическая галактика (E4) в созвездии Пегас.
Этот объект входит в число перечисленных в оригинальной редакции «Нового общего каталога».